# Ocellularia perforata
Ocellularia perforata är en lavart som först beskrevs av William Allport Leighton och fick sitt nu gällande namn av Johannes Müller Argoviensis. 
Ocellularia perforata ingår i släktet Ocellularia och familjen Graphidaceae. Inga underarter finns listade i Catalogue of Life.